# Козли (Анжеро-Судженський міський округ)
Козли́ (рос. Козлы) — селище у складі Анжеро-Судженського міського округу Кемеровської області, Росія.

## Населення
Населення — 30 осіб (2010; 38 у 2002).
Національний склад (станом на 2002 рік):
- росіяни — 87 %